# Barthélemy de Romeuf
Barthélemy, baron de Romeuf (6 mai 1799, Lavoûte-Chilhac - 7 septembre 1871, Lavoûte-Chilhac), est un militaire et homme politique français.

## Biographie
Neveu des généraux Jean-Louis et Jacques Alexandre Romeuf, il entre à l'École de Saint-Cyr sous la Restauration, sert dans l'état-major et devient aide de camp du maréchal Soult. Il prend sa retraite comme chef d'escadron d'état-major. 
Conseiller général du canton de La Voûte, rallié à la politique du prince Louis-Napoléon Bonaparte, il est successivement élu député au Corps législatif dans la 2e circonscription de la Haute-Loire, comme candidat du gouvernement, le 29 février 1852, par 23 354 voix sur 23 631 votants ; le 29 juin 1857, par 24 333 voix sur 24 368 votants et le 1er juin 1863, par 15 659 voix sur 27 387 votants. 
Il soutient constamment les institutions impériales, vote avec la majorité, et est questeur de la Chambre en 1863 ; mais, il échoue, le 24 mai 1869, avec 13 060 voix contre 18 946 à Guyot-Montpayroux, candidat de l'opposition.

## Distinctions
- Commandeur de la Légion d'honneur.